# Villadoz
Villadoz es un municipio español de la provincia de Zaragoza perteneciente a la comarca Campo de Daroca del Campo Romanos, comunidad autónoma de Aragón. Tiene un área de 17,44 km² con una población de 86 habitantes (INE, 2008) y una densidad de 4,93 hab/km².

## Toponimia
Según el historiador y filólogo aragonés Antonio Ubieto Arteta hasta 1609 se usaba oficialmente el término "Villadolz" (nombre en aragonés del municipio) y posteriormente desde 1646 se utiliza el término actual de "Villadoz". Precisamente atendiendo a esta primera denominación aragonesa podemos deducir el origen del topónimo, puesto que la forma patrimonial "dolz" procede del latín "dulce". Villadoz presenta la denominación de villa a la que se suma un matiz complaciente y cautivador (-doz/-dolz/"dulce") que también presentan otros municipios de la zona como Villarreal de Huerva, Villahermosa del Campo o Fombuena, dichos matices tenían el propósito de incentivar la repoblación tras la Reconquista.

## Geografía
Villadoz se localiza a 900 m s. n. m. en la meseta del Campo Romanos, limitando con los municipios de Villarreal de Huerva (N), Badules (SE), Romanos (S) y Villarroya del Campo (O). 
El término de Villadoz se enmarca en pleno Sistema Ibérico aragonés, a los pies de la Sierra del Peco cuyo entorno se encuentra protegido como Lugar de Importancia Comunitaria por la Red Natura 2000 de la Unión Europea LIC Alto Huerva - Sierra de Herrera (Red Natura 2000) (enlace roto disponible en Internet Archive; véase el historial, la primera versión y la última).. Al este del término municipal se localiza el pico de San Bartolomé de 1304 metros de altitud, siendo la cumbre más alta de la Sierra del Peco. Desde su falda hasta prácticamente su cima encontramos un frondoso bosque mediterráneo poblado mayoritariamente por encinas (conocidas en la zona como carrascas), calambrujos y jaras. Respecto a la fauna podemos encontrarnos en el monte con ejemplares de gato montés, corzo o jabalí; y de otra parte en las llanuras de cultivo podemos hallar perdiz, aguilucho cenizo, alcaraván, sisón (amenazada), avutarda (amenazada), liebre, garduña o zorro entre otras especies. 
El río Huerva discurre cerca del núcleo urbano, tras abandonar las serranías turolenses atraviesa la altiplanicie del Campo Romanos antes de abandonar su curso alto rodeando la Sierra del Águila. En mitad de la llanura cerealista el río forma bosques en galería, conocidos como sotos, poblados principalmente por chopos pero también por sauces, fresnos y olmos. El soto que encontramos en las proximidades de la localidad es de los más extensos de la zona, en el que se encuentra un parque municipal donde poder disfrutar del paisaje ribereño, especialmente único en otoño y primavera. En el sotobosque todavía podemos encontrar algún ejemplar de Chopo Cabecero, singulares por su voluminosidad y verticalidad. Ello es debido a la antigua poda de estos árboles que realizaban los habitantes de la zona, quienes aprovechandose de su autoregeneración, destinaban su madera a la fabricación de vigas para edificios y otros elementos constructivos.

## Historia
Se han encontrado varios restos arqueológicos romanos datados en el siglo II a. C. dentro del límite municipal: restos de cal en la ribera del río Huerva que parecen ser la base de un puente romano, villas romanas en la zona conocida como "Fuente del Manco" y parte de la calzada romana que unía "Caesaraugusta" (Zaragoza) con Saguntum (Sagunto) y Valentia (Valencia) cerca de las villas romanas. También se han encontrado numerosos objetos de cerámica romana en campos de cultivo de la zona de "Fuente del Manco". 
En el año 1248, por privilegio de Jaime I, este lugar se desliga de la dependencia de Daroca, pasando a formar parte de Sesma de Langa en la Comunidad de Aldeas de Daroca, que dependían directamente del rey, perdurando este régimen administrativo hasta la muerte de Fernando VII en 1833, siendo disuelta ya en 1838. De esta manera se fundó la localidad de Villadoz. Se construye la iglesia parroquial de arte mudéjar aragonés dedicada a Santiago Apóstol, también se construyen las ermitas dedicadas a San Bartolomé (derruida) y a Santa María Magdalena (en ruinas, reconstruida). 
Tras la Guerra de la Independencia alrededor de 1810 quedan destruidas las ermitas de San Bartolomé y de Santa María Magdalena. Se construye una ermita dedicada al nuevo patrón villadoceño: San Martín de Tours. En 1845 la localidad de Villarroya del Campo es declarada pedanía de Villadoz. La pedanía se independizó a mediados del siglo XX. 
En 1933 llegó la industria a Villadoz, gracias a la red ferroviaria Zaragoza - Caminreal administrada por la compañía  Caminos de Hierro del Norte. A mitad de dicho siglo se unificaron las empresas ferroviarias españolas y pasó a formar parte de Renfe, además la línea se prolongó hasta Teruel. A finales de la década de 1990 se prolongó la línea por ambos extremos hacia Valencia y Huesca. Sobre la guerra civil española existen pocos datos entre los que destaca el fusilamiento de cinco republicanos de Santa Cruz de Nogueras que fueron enterrados en una fosa común ya exhumada. También cabe destacar que cuatro villadoceños fueron víctimas de este conflicto bélico a los cuales se les rinde un pequeño tributo en el cementerio municipal. 
El siglo XXI es una época de modernización para la localidad, en el año 2006 Se reformó iglesia parroquial de Santiago Apóstol al completo y el peiron de la Virgen del Carmen. En el año 2008 la A-23 (Autovía Mudéjar) conectó a Villadoz con Zaragoza, Teruel y Valencia, además se construyó el actual apeadero ferroviario y el parque municipal.

## Demografía
Villadoz cuenta con una población de 81 habitantes (INE 2024).
| Gráfica de evolución demográfica de Villadoz entre 1842 y 2021 |
| |
| Población de derecho según los censos de población del INE Población de hecho según los censos de población del INEEntre el censo de 1857 y el anterior, crece el término del municipio porque incorpora a 50294 (Villarroya del Campo) Entre el censo de 1960 y el anterior, disminuye el término del municipio porque independiza a 50294 (Villarroya del Campo) |

Esta fuente recoge exclusivamente el número de habitantes censados en la localidad de Villadoz. Otros registros oficiales como el del INE realizan el censo incluyendo a la localidad de Villarroya del Campo, que hasta 1950 era pedanía del municipio. Siendo en dicho año el pico máximo de población del municipio con 635 habitantes, según la mencionada estadística.

### Comunicaciones
En la estación de Villadoz presta servicio facultativo la Línea 49 de Renfe Media Distancia (Zaragoza Delicias - Valencia Norte). Aunque algunos servicios solo se prestan desde o hasta Teruel. Puede consultar los horarios y trayectos en la siguiente web: Renfe horarios y trayectos
Estas son las carreteras que atraviesan el límite municipal: 
- A-23 (Somport (Francia)-Zaragoza-Villadoz-Sagunto (Valencia))
- A-2509 (Mainar-Villadoz-Badules)
- CV-642 (Villadoz-Villarreal de Huerva)
- CV-647 (Villadoz-Villarroya del Campo)

Al paso de la A-23 por la localidad existe un área de servicio, concretamente en la salida 215 de esta misma autovía, que dispone de gasolinera , restaurante y una tienda outlet.

## Administración y política
| Período   | Alcalde                            | Partido |  |
| --------- | ---------------------------------- | ------- |  |
| 1979-1983 | Juan Jesús de los Hielos Peinado   | PAR     |  |
| 1983-1987 | Marceliano Peinado Cebollada       | PAR     |  |
| 1987-1991 | Marceliano Peinado Cebollada       | PAR     |  |
| 1991-1995 | Miguel Izaguerri López             | PSOE    |  |
| 1995-1999 | Miguel Izaguerri López             | PSOE    |  |
| 1999-2003 | Miguel Izaguerri López             | PSOE    |  |
| 2003-2008 | Miguel Izaguerri López             | PSOE    |  |
| 2008-2011 | María Ascensión Giménez Santolaria | PSOE    |  |
| 2011-2015 | María Ascensión Giménez Santolaria | PSOE    |  |
| 2015-2019 | María Ascensión Giménez Santolaria | PSOE    |  |
| 2019-2023 | María Ascensión Giménez Santolaria | PSOE    |  |
| 2023-2027 | María Ascensión Giménez Santolaria | PSOE    |  |

| Partido político    | Partido político                                                    | 1979   | 1983   | 1987   | 1991   | 1995   | 1999   | 2003   | 2007   | 2011   | 2015   | 2019   | 2023   |
| Partido político    | Partido político                                                    | Ediles | Ediles | Ediles | Ediles | Ediles | Ediles | Ediles | Ediles | Ediles | Ediles | Ediles | Ediles |
|                     | Partido de los Socialistas de Aragón (PSOE-Aragón)                  | —      | 0      | 1      | 4      | 1      | 1      | 1      | 1      | 1      | 1      | 1      | 1      |
|                     | Partido Aragonés (PAR)                                              | 4      | 3      | 4      | 1      | 0      | 0      | 0      | 0      | —      | —      | —      | —      |
|                     | Partido Popular de Aragón (PP)                                      | —      | 2      | —      | 0      | 0      | 0      | 0      | —      | 0      | 0      | 0      | —      |
|                     | Unión de Centro Democrático (UCD)-Centro Democrático y Social (CDS) | 1      | —      | 0      | —      | —      | —      | —      | —      | —      | —      | —      | —      |
|                     | Chunta Aragonesista (CHA)                                           | —      | —      | —      | —      | —      | —      | —      | —      | —      | 0      | 0      | —      |
|                     | Vox                                                                 | —      | —      | —      | —      | —      | —      | —      | —      | —      | —      | —      | 0      |
| Total de concejales | Total de concejales                                                 | 5      | 5      | 5      | 5      | 1      | 1      | 1      | 1      | 1      | 1      | 1      | 1      |

## Cultura

### Patrimonio
Villadoz entre otros cuenta con los siguientes lugares de interés: la ermita de San Martín de Tours (ruinas), la ermita de santa María Magdalena (ruinas reconstruidas), la iglesia parroquial de Santiago Apóstol (torre de estilo mudéjar y retablo gótico del siglo XV) y Peirón de la Virgen del Carmen (estilo mudéjar).

### Festividades
- Romería de la 'Santísima Trinidad': Se celebra el domingo anterior al Corpus Christi. Durante este día se honra a la ‘Virgen del Rosario’, realizándose una peregrinación a su santuario en la cercana localidad de Villarreal de Huerva. Celebrada la eucaristía y repartido el pan bendito (bizcocho bendecido), es común que las familias y amigos disfruten de un vermú. Posteriormente, algunos vecinos se reúnen también para comer en el salón de la ermita, conservando la antigua tradición romera. Por la tarde se reza un rosario de despedida a la Virgen, para después procesionar de vuelta al municipio.
- Fiestas en honor a 'Santiago Apóstol': Se celebran la última semana de julio. Son las fiestas mayores de la localidad, en ellas se organizan gran cantidad de eventos destinados a todos los públicos como conciertos nocturnos, concursos, cena popular, actividades infantiles, pasacalles... El domingo, día grande de las fiestas se celebra una misa amenizada en honor a Santiago Apóstol y posteriormente un vermú organizado por el ayuntamiento. Por la tarde como final de fiestas se celebra una gran merienda en la que se realizan bailes y se premia a los ganadores de los concursos.
- Fiestas en honor a 'San Martín': Se celebran el fin de semana del 11 de noviembre. Son las fiestas más icónicas del municipio y están dedicadas a su patrón principal. El sábado por la tarde con la puesta del sol se enciende una gran hoguera en la plaza de la localidad y se realiza la procesión de San Martín por las calles del municipio. Posteriormente los vecinos del pueblo realizan un asado en la hoguera, del que son famosos los chorizos. Ya entrada la noche se realiza una verbena en el pabellón. El domingo por la mañana se realiza una misa amenizada en honor al patrón del municipio seguida de un vermú organizado por el ayuntamiento.